# Ayala
Ayala je priimek več znanih oseb:
- Francisco Ayala (1906—2009), španski pisatelj
- Francisco José Ayala (zoolog) (*1934), špansko-ameriški zoolog
- Julio César Ayala (1916—2005), kolumbijski politik
- Luis Ayala (*1978), čilenski teniški igralec
- Paulie Ayala (*1970), mehiško-ameriški boksar
- Pero López de Ayala (1332—1407), španski književnik in politik
- Roberto Ayala (*1973), argentinski nogometaš
- Miguel Ayala, španski rimskokatoliški škof
- Pedro de Ayala, mehiški rimskokatoliški škof
- Pedro Ayala, španski rimskokatoliški škof
- Rafael Ayala y Ayala, mehiški rimskokatoliški škof